# Jim Wynorski
Jim Wynorski, född 14 augusti 1950, är en amerikansk filmregissör, känd för b-action- och skräckfilmer. 
Bland hans mest kända filmer är Dödens varuhus (Chopping Mall) (1986), Not of This Earth (1988) detta  var den första icke-pornografiska film som Traci Lords spelade huvudrollen i, The Return of Swamp Thing (1989), Ghoulies IV (1994) och filmatiseringen av Forrest J Ackermans serie Vampirella (1996). Under 2000-talet har han bland annat regisserat monsterfilmer som Komodo vs. Cobra och softcorefilmer med titlar som Busty Cops, The Witches of Breastwick och The Breastford Wives.
Under sin karriär har han även arbetat under en rad pseudonymer, som Jay Andrews, H.R Blueberry och Noble Henry.